# タープ

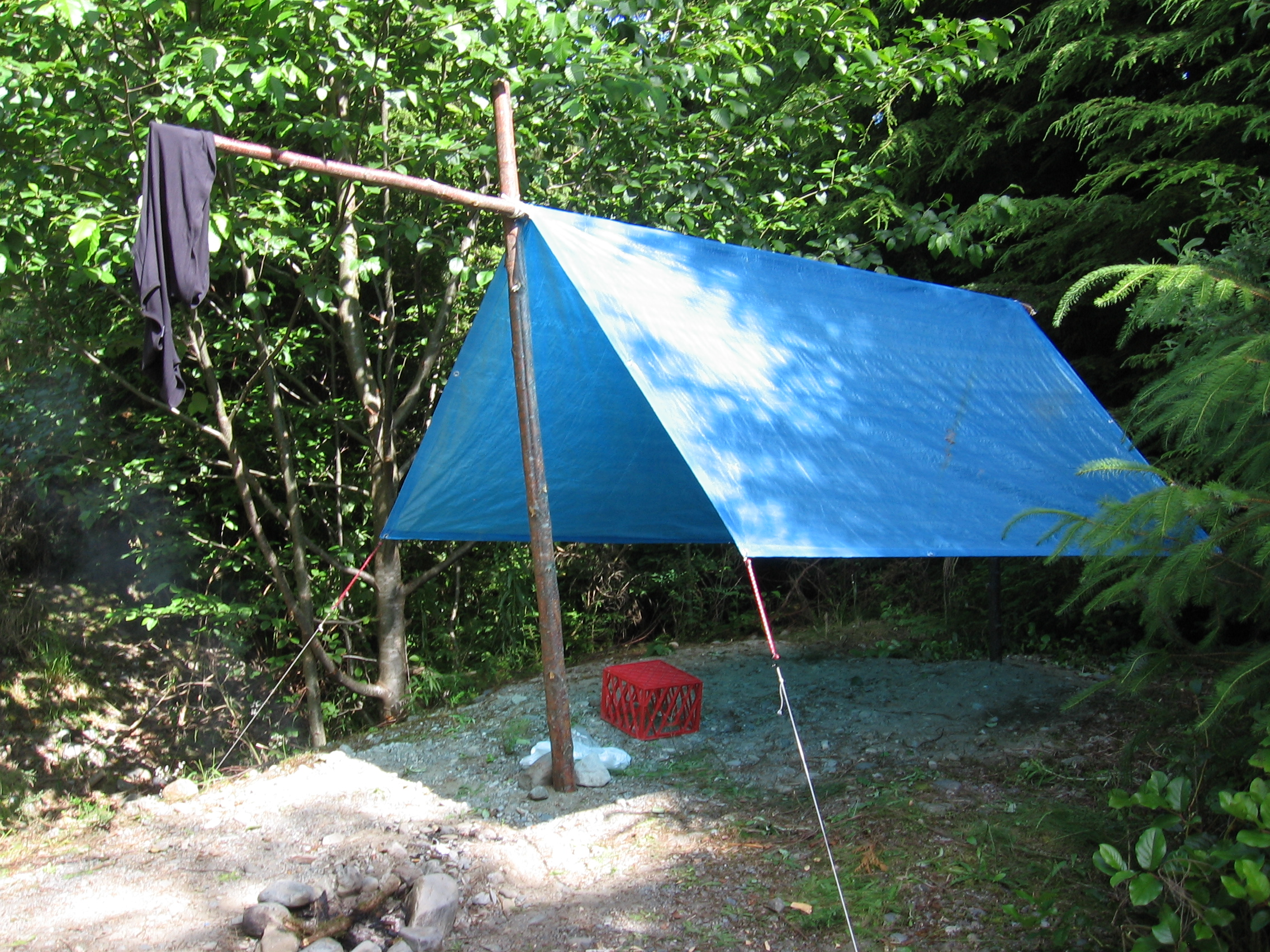
タープを使用した簡易フライテント

タープ （英: tarpaulin, tarp）は、日差し・雨を防ぐための広い布である。ターポリンとも呼ばれる。英語圏では日本で言うところの「ブルーシート」に相当し、破損した屋根やトラックの荷台等を含め暫定的に設置されるもの全般を指す。
一方、日本ではキャンプにて「壁の無いテント」として設置される広い布のことを指す。ちなみに英語圏でこの用途として用いられるのは「フライシート（フライ）」と呼ばれるため注意が必要である（ダブルウォールテントのアウターウォールをフライシート、あるいはレインフライと呼ぶのは日本と同じ）。

## 概要
布の形状が六角形のタープは、ヘキサゴン型またはヘキサウイング型と呼ばれる。
布の形状が長方形で、6本のポールで支えるタープは、レクタングラー型と呼ばれる。
布の形状がほぼ正方形で、2本のポールで支えるタープは、ウイング型と呼ばれる。
大きさは2メートル程度から6メートルを超える大型のものまである。
グロメットがついた穴が複数空いている広い1枚の布を、2本以上のポールとペグとロープで屋根のように張る。
英語の tarpaulin はタール (tar) を塗ったキャンバス生地の覆い布 (pall) が語源で、もともと船の上の物を覆うための防水布だった。
現在は多種多様のタープが作られており、自立する蚊帳のようなものもタープの名称で売られている。

## 語源
船で使う重い帆布は pall と呼ばれ、防水のためにタール（英語：Tar）を塗ったことから。つづりは様々な変形があったが18世紀に tarpaulin や tarp という語が定着した。